# Moriaanshoofd
Moriaanshoofd (Zeeuws: Merjaen) is een gehucht op Schouwen-Duiveland in de Nederlandse provincie Zeeland. Het bestaat uit enkele boerderijen, enkele huizen, en korenmolen De Zwaan uit 1886. Het behoort tot de plaats Kerkwerve en ligt aan de Rijksweg N59.

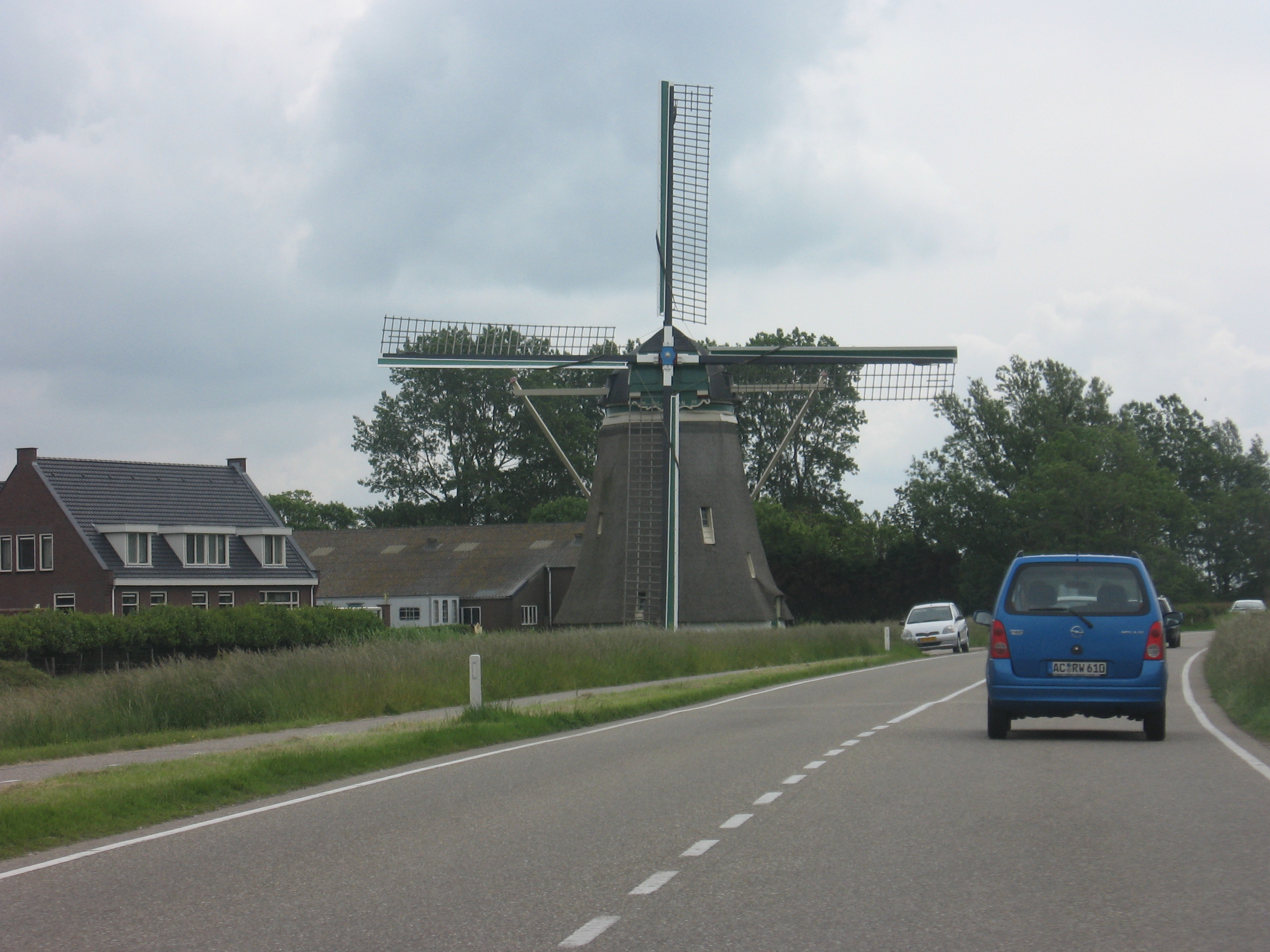
Molen "De Zwaan" van Moriaanshoofd

Steden: Brouwershaven · Zierikzee

Dorpen: Bruinisse · Burgh · Dreischor · Ellemeet · Haamstede · Kerkwerve · Nieuwerkerk · Noordgouwe · Noordwelle · Oosterland · Ouwerkerk · Renesse · Scharendijke · Serooskerke · Sirjansland · Zonnemaire

Buurtschappen: Beldert · Brijdorpe · Burghsluis · Capelle · Den Osse · Elkerzee · Looperskapelle · Moriaanshoofd · Nieuw-Haamstede · Nieuwerkerke · Schuddebeurs · Westenschouwen · Zijpe

Voormalige gemeentes/plaatsen: Bloois · Bommenede · Duivendijke · Klaaskinderkerke · Rengerskerke en Zuidland · Viane

Zeeland: Steden en dorpen in Zeeland      Nederland: Provincies · Gemeenten